# Renault Trucks
Renault Trucks je francosko podjetje, po velikosti je drugo podjetje v okviru skupine Volvo AB, katere dejavnost na področju proizvodnje težkih tovornih vozil temelji na posebni razvojni strategiji treh referenčnih znamk na svetovnem trgu: Volvo, Mack in Renault Trucks.

## V številkah
- 15 231 sodelavcev
- 1 203 prodajnih in servisnih točk v več kot 110 državah
- 11 montažnih obratov v svetu

## Skupina vozil za dostavni transport
- Renault Master
- Renault Mascott

## Skupina vozil za distribucijsko dejavnost
- Renault Midlum
- Renault Premium

## Skupina vozil za gradbeno dejavnost
- Renault Kerax
- Renault Premium Lander

## Skupina vozil za mednarodni transport
- Renault Premium Route
- Renault Magnum